# وائل كدان
وائل كدان لاعب كرة قدم سعودي و يلعب كمهاجم و يلعب حالياً مع النادي الفيصلي السعودي.